# Julia Meynen

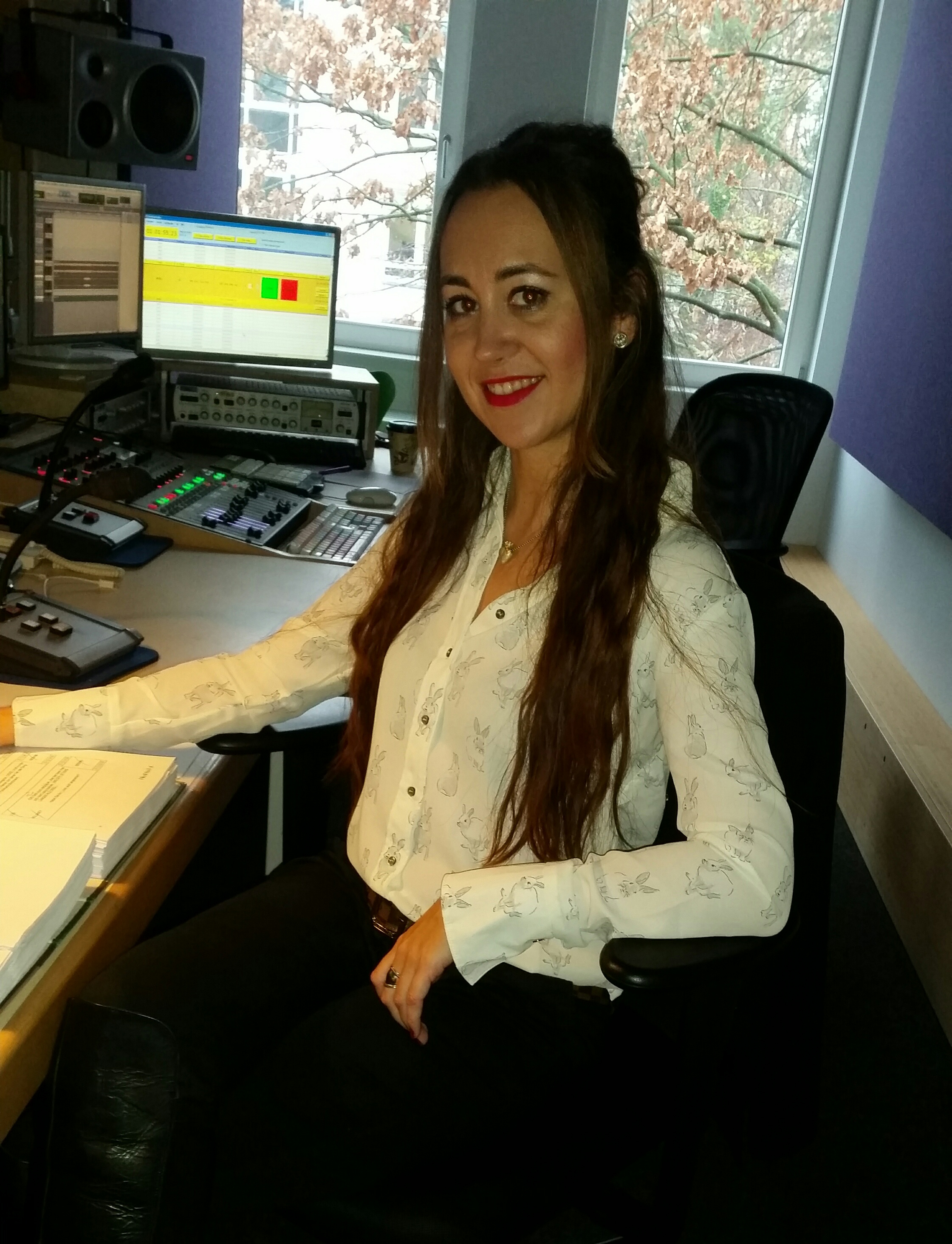
Julia Meynen (2015)

Julia Meynen (* 6. August 1982 in Berlin) ist eine deutsche Synchronsprecherin, Synchronregisseurin, Dialogbuchautorin und Sängerin.

## Beruflicher Werdegang
Julia Meynen wuchs in Berlin auf und legte an der Wald-Oberschule die Abiturprüfung ab. Bereits im Alter von zehn Jahren erhielt sie feste Engagements als Synchronsprecherin, insbesondere für japanische Zeichentrickfilme. Sie übernahm so auch die Rolle der kleinen Ayumi Yoshida in der japanischen Zeichentrickserie Detektiv Conan, welche sie später auch in den gleichnamigen Kinofilmen synchronisierte, und die Rolle der 15-jährigen Schülerin Hitomi in The Vision of Escaflowne (2002), die plötzlich in eine andere Welt gesogen wird und sich dort zu bewähren hat.
Mittlerweile war sie bereits in zahlreichen Anime-Serien als weibliche Hauptrolle zu hören. Beispielsweise sprach sie Honoka Yukishiro, eine der Beschützerinnen des Lichts in Pretty Cure (2005). Ferner ist als Oberschülerin Hakufu Sonsaku bekannt, die in Dragon Girls (2007) als Auserwählte den sogenannten Seelenstein bewahren muss, oder aus der Science-Fiction-Serie Eureka Seven (2007) als gleichnamige Protagonistin, sowie als tollpatschige Gitarristin Yui der Mädchenband in K-On! (2010).
Seit 2006 ist sie wiederkehrend in der Märchen- und Fantasiewelt von Barbie zu hören, so sprach sie mittlerweile in sieben Barbie-Filmen die enge Freundin oder nahestehende Schwester der Heldin. Seit 2011 leiht sie außerdem dem wissbegierigen Pony Twilight Sparkle in der US-Animationsserie My Little Pony – Freundschaft ist Magie ihre Stimme.
Auch in bekannten US-Serien wurde sie für Hauptrollen besetzt. So synchronisierte sie Amy Davidson in Meine wilden Töchter (2004–2006), Willa Holland in der 4. Staffel von O.C., California (2007), Lisa Goldstein seit der 6. Staffel in One Tree Hill (2010–), Amber Stevens in Greek (2010–) und Kerry Bishé in der 9. Staffel von Scrubs – Die Anfänger (2011).
Im Hörspielbereich war sie bereits einige Male tätig, beispielsweise in der Gruselreihe Gänsehaut vom Europa Verlag in Folge Ricky, das Reptil (1998) als Iris und in der Folge Das verwunschene Wolfsfell (2002) als Hannah. Zwei Gastauftritte hatte außerdem 2007 sie in der Gabriel-Burns-Hörspielserie (Folge 23, 24) vom Label Folgenreich.
Seit 2013 ist sie auch als Synchronregisseurin tätig.
Im Sommer 2011 trat sie neben Roland Kaiser als fiktive „Lisa Marie“ im Titel Friedensangebot auf.
Seit 2014 veröffentlichte sie gemeinsam mit Silvia Gehrke als Duo The Nashville Ladies die Singles Und wenn du gehst (Einmal im Jahr), Du – jeden Tag und Und wenn es keine Liebe war.

## Sprechrollen (Auswahl)

### Filme
- 2003: Card Captor Sakura als Rika Sasaki
- 2004: Italienische Verführung – School for Seduction für Dervla Kirwan als Clare Hughes
- 2006: Barbie in: Die 12 tanzenden Prinzessinnen als Blair
- 2006: Cutey Honey als Honey Kisaragi/Cutey Honey
- 2007: Main Prem Ki Diwani Hoon – Ich sehne mich nach deiner Liebe für Kusumit Sana als Shabnam
- 2007: Barbie Fairytopia: Die Magie des Regenbogens als Sunburst
- 2007–2017: Detektiv Conan-Filme als Ayumi Yoshida
- 2008: 10.000 B.C. für Camilla Belle als Evolet
- 2008: House Bunny für Emma Stone als Natalie
- 2008: Elfen Lied als Kanae
- 2009: The Rocker – Voll der (S)Hit für Emma Stone als Amelia
- 2009: Barbie präsentiert Elfinchen als Janessa
- 2009: Escaflowne als Hitomi Kanzaki
- 2010: Kick-Ass für Lyndsy Fonseca als Katie Deauxma
- 2010: Legion für Willa Holland als Audrey Anderson
- 2010: Barbie und das Geheimnis von Oceana als Fallon
- 2010: Barbie – Modezauber in Paris als Marie-Alicia
- 2011: Barbie in die geheime Welt der Glitzerfeen als Taylor
- 2012: Eureka Seven: The Movie als Eureka
- 2012: Pitch Perfect für Shelley Regner als Ashley
- 2013: Ame & Yuki – Die Wolfskinder als Yuki (jugendlich)
- 2013: My Little Pony: Equestria Girls als Twilight Sparkle
- 2014: Black Butler für Ayame Gouriki als Shiori Genpō (Kiyoharu)
- 2014: My Little Pony: Equestria Girls – Rainbow Rocks als Twilight Sparkle
- 2017: My Little Pony Der Film als Twilight Sparkle
- 2019: Winter Castle – Romanze im Eishotel als Lana

### Serien
- 2002: Koalas und andere Verwandte für Hollie Chapman als Gemma King
- 2002: Detektiv Conan (1. und 6.[4] Staffel) als Ayumi Yoshida
- 2002: The Vision of Escaflowne als Hitomi
- 2002: Angel Sanctuary als Kurai
- 2004: Elfen Lied als Kanae
- 2004–2006: Meine wilden Töchter für Amy Davidson als Kerry Hennessy
- 2004, 2006–2007: O.C., California für Willa Holland als Kaitlin Cooper
- 2005: Pretty Cure als Honoka Yukishiro
- 2005: W.i.t.c.h. als Elyon Brown
- 2005–2006: Everwood (2.–3. Staffel) für Sarah Lancaster als Madison Kellner
- 2007: Emergency Room – Die Notaufnahme (13. Staffel) für Malaya Rivera Drew als Katey Alvaro
- 2007: Skins – Hautnah (1. und 2. Staffel) für Larissa Wilson als Jalander „Jal“ Fazer
- 2007: Dragon Girls (1. Staffel) als Hakufu Sonsaku
- 2007: Magister Negi Magi als Misa Kakizaki
- 2007: Love Hina als Su Kaora
- 2007: Eureka Seven als Eureka
- 2008: Desperate Housewives (4. Staffel) für Lyndsy Fonseca als Dylan Mayfair
- 2008: Die Melancholie der Haruhi Suzumiya für Minori Chihara als Yuki Nagato
- 2008, 2010: Gossip Girl für Willa Holland als Agnes Andrews
- 2010–2017: Pretty Little Liars für Janel Parrish als Mona Vanderwaal
- 2010: Big Time Rush für Kelli Goss als Jennifer²
- 2010–2011: Greek für Amber Stevens als Ashleigh
- 2010–2012: One Tree Hill für Lisa Goldstein als Millicent Huxtable
- 2010–2011/2014: Vampire Diaries (6 Folgen) für Bianca Lawson als Emily Bennett
- seit 2010: Monster High als Draculaura
- 2011: Scrubs – Med School für Kerry Bishé als Lucy Bennett
- 2011: Awkward – Mein sogenanntes Leben für Jillian Rose Reed als Tamara
- 2011–2012: K-On! – Aki Toyosaki als Yui Hirasawa
- 2011–2019: My Little Pony – Freundschaft ist Magie als Twilight Sparkle
- 2011–2021: Shameless für Jane Levy als Mandy Milkovich
- 2012: How to Rock für Samantha Boscarino als Molly Garfunkel
- 2012: Puella Magi Madoka Magica als Mami Tomoe
- 2012–2018: The Middle für Eden Sher als Sue Heck
- 2013: Sword Art Online als Suguha Kirigaya
- 2013–2015: Reign für Caitlin Stasey als Kenna
- seit 2013: Navy CIS für Margo Harshman als Delilah
- 2014–2018: The Last Ship für Christina Elmore als Lieutenant Alisha Granderson
- seit 2014: Chicago Med für Norma Kuhling als Dr. Ava Bekker
- 2015: Chicago Fire für Brittany Curran als Katie Nolan
- 2015: Love, Chunibyo & Other Delusions! als Shinka Nibutani
- 2017: Psycho Pass für Kotori Koiwai als Yuki Funahara
- 2018: Bloom into you als Yuu Koito[5]
- 2019: The Promised Neverland als Anna
- seit 2019: Dr. Stone für Aki Toyosaki als Homura Momiji
- seit 2020: Demon Slayer für Akari Kitō als Nezuko Kamado

### Spiele
- 2016–2022: Overwatch für Charlet Chung als Hana Song (D.Va)
- seit 2022: Overwatch 2 für Charlet Chung als Hana Song (D.Va)